# فابيان تيسوت
فابيان تيسوت (بالفرنسية: Fabien Tissot)‏ هو لاعب كرة قدم ومدرب كرة قدم فرنسي في مركز الهجوم، ولد في 14 نوفمبر 1972 في نانسي في فرنسا. لعب مع إي أس نانسي وستاد ريمس ونادي بوفيه.

## وصلات خارجية
- فابيان تيسوت على موقع قاعدة بيانات كرة القدم.إي يو (الإنجليزية)